# Agencia Mundial Antidopaje
La Agencia Mundial Antidopaje (en francés: Agence mondiale antidopage, AMA, y en inglés: World Anti-Doping Agency, WADA) es una fundación independiente creada por una iniciativa colectiva apoyada por el COI. Fue inaugurada el 10 de noviembre de 1999 en Lausana (Suiza) para promover, coordinar y monitorizar la lucha contra el dopaje en el deporte. En 2001, la AMA votó el traslado de su cuartel general a Montreal (Canadá) el año siguiente.
Inicialmente fundada por el COI, la AMA recibe de él actualmente la mitad de sus necesidades presupuestarias, mientras que la otra mitad de su presupuesto proviene de las donaciones de diversos gobiernos. Sus órganos de gobierno están formados a partes iguales por representantes del movimiento del deporte (incluyendo deportistas) y gobiernos del mundo. Las actividades clave de la agencia incluyen investigación científica, educación, desarrollo de las capacidades antidopaje y la monitorización del Código Mundial Antidopaje (el documento que armoniza las regulaciones antidopaje en todos los deportes y países). También produce una lista anual de sustancias y métodos prohibidos que los deportistas no están autorizados a tomar o utilizar.
Como organismo monitorizador y fuerza clave en el mundo del deporte, la AMA ha avanzado bastante en la lucha contra el dopaje en los últimos años.

## Historia
La Agencia Mundial Antidopaje es una fundación creada mediante una iniciativa colectiva dirigida por el Comité Olímpico Internacional (COI). Fue creada el 10 de noviembre de 1999 en Lausana, Suiza, a raíz de la llamada "Declaración de Lausana", para promover, coordinar y supervisar la lucha contra el dopaje en el deporte. Desde 2002, la sede de la organización se encuentra en Montreal, Quebec, Canadá. La oficina de Lausana se convirtió en la oficina regional para Europa. Se han establecido otras oficinas regionales en África, Asia/Oceanía y América Latina. La AMA es responsable del Código Mundial Antidopaje, adoptado por más de 650 organizaciones deportivas, incluidas las federaciones deportivas internacionales, las organizaciones nacionales antidopaje, el COI y el Comité Paralímpico Internacional. Desde 2020, su presidente es Witold Bańka.
Inicialmente financiado por el Comité Olímpico Internacional, La AMA recibe de ellos la mitad de sus necesidades presupuestarias, mientras que la otra mitad procede de diversos gobiernos nacionales. Sus órganos de gobierno también están compuestos a partes iguales por representantes del movimiento deportivo (incluidos los deportistas) y de los gobiernos de países del mundo. Las principales actividades de la Agencia son la investigación científica, la educación, el desarrollo de capacidades antidopaje y el control del Código Mundial Antidopaje.

## Organización
La máxima autoridad en la toma de decisiones de la AMA es el Consejo de la Fundación, compuesto por 38 miembros, que se compone a partes iguales de representantes del COI y de representantes de los gobiernos nacionales. El Consejo de la Fundación nombra al presidente de la agencia. La mayor parte de la gestión diaria se delega en un comité ejecutivo de 12 miembros, cuya composición también se divide a partes iguales entre el COI y los gobiernos. También existen varios subcomités con atribuciones más limitadas, como el Comité de Finanzas y Administración y un Comité de Atletas integrado por deportistas.
La AMA es una organización internacional. Delega el trabajo en cada país a las organizaciones regionales y Organizaciones Nacionales Antidopaje (RADOs y NADOs) y manda que estas organizaciones cumplan con el Código Mundial Antidopaje. La AMA también acredita a unos 30 laboratorios para realizar los análisis científicos necesarios para el control del dopaje.
Los estatutos de la AMA y el Código Mundial Antidopaje ordenan la competencia última del Tribunal de Arbitraje Deportivo para decidir los casos relacionados con el dopaje.

## Presidentes
La Agencia ha tenido a lo largo de su historia los siguientes presidentes:
- Dick Pound (1999-2007)  Canadá
- John Fahey (2008-2013)  Australia
- Craig Reedie (2014[12] -2019)  Escocia
- Witold Banka (2020-actualidad)  Polonia

## Comité Ejecutivo
| Designación    | Nombre            | País            |
| -------------- | ----------------- | --------------- |
| Presidente     | Witold Bańka      | Polonia         |
| Vicepresidente | Yang Yang         | China           |
| Miembros       | Jiří Kejval       | República Checa |
| Miembros       | Danka Barteková   | Eslovaquia      |
| Miembros       | Uğur Erdener      | Turquía         |
| Miembros       | Ingmar De Vos     | Bélgica         |
| Miembros       | Amira El Fadil    | Sudán           |
| Miembros       | Nenad Lalović     | Serbia          |
| Miembros       | Richard Colbeck   | Australia       |
| Miembros       | Kameoka Yoshitami | Japón           |
| Miembros       | Dan Kersch        | Luxemburgo      |
| Miembros       | Andrea Sotomayor  | Ecuador         |

## Código Mundial Antidopaje
El Código Mundial Antidopaje es un documento publicado por la AMA del que son firmantes unas 700 organizaciones deportivas de todo el mundo. El código "armoniza las políticas, normas y reglamentos antidopaje dentro de las organizaciones deportivas y entre las autoridades públicas" con el fin de "proteger el derecho fundamental de los atletas a participar en un deporte libre de dopaje". El código se complementa con ocho normas auxiliares internacionales publicadas por la AMA que cubren los temas de sustancias prohibidas, las pruebas y las investigaciones, los laboratorios, las exenciones por uso terapéutico, la protección de la privacidad y la información personal, el cumplimiento del código por parte de los signatarios, la educación y la gestión de los resultados. La versión más reciente del código entró en vigor el 1 de enero de 2021.
En 2004, el Código Mundial Antidopaje fue aplicado por las organizaciones deportivas antes de los Juegos Olímpicos en Atenas, Grecia. En noviembre de 2007, más de 600 organizaciones deportivas (federaciones deportivas internacionales, organizaciones nacionales antidopaje, el Comité Olímpico Internacional, el Comité Paralímpico Internacional y varias ligas profesionales de diversos países del mundo) adoptaron por unanimidad un Código revisado en la Tercera Conferencia Mundial sobre el Dopaje en el Deporte, que entró en vigor el 1 de enero de 2009.
En 2013 se aprobaron nuevas enmiendas al Código, duplicando la sanción por una primera infracción cuando se establece el dopaje intencional, pero permitiendo sanciones más indulgentes para las violaciones involuntarias de las reglas o para los atletas que cooperan con las agencias antidopaje. El código actualizado entró en vigor el 1 de enero de 2015.
El 16 de noviembre de 2017, el Consejo Fundacional de la AMA inició el Proceso de Revisión del Código 2021, que también implicó la revisión simultánea de los Estándares Internacionales. Durante este tiempo, las partes interesadas tuvieron múltiples oportunidades de contribuir y hacer recomendaciones sobre cómo fortalecer aún más el programa mundial antidopaje. Tras el proceso de revisión, se invitó a las partes interesadas a intervenir públicamente sobre el Código y las Normas propuestas durante la Quinta Conferencia Mundial sobre el Dopaje en el Deporte de la Agencia en Katowice (Polonia) - una oportunidad que fue aprovechada por más de 70 organizaciones interesadas, antes de que el Código y el conjunto completo de Normas fueran aprobados por el Consejo de la Fundación y el Comité Ejecutivo, respectivamente.

## Convenio Antidopaje del Consejo de Europa
El Convenio Antidopaje del Consejo de Europa en Estrasburgo se puso para su firma el 16 de diciembre de 1989 como primera norma jurídica multilateral en este ámbito. Ha sido firmado por 48 Estados, incluido el Consejo de Europa, y por Estados no miembros del Consejo de Europa como Australia, Bielorrusia, Canadá y Túnez. El Convenio está abierto a la firma de otros Estados no europeos. No pretende crear un modelo universal de lucha contra el dopaje, pero establece una serie de normas y reglamentos comunes que obligan a las partes a adoptar medidas legislativas, financieras, técnicas, educativas y de otro tipo. En este sentido, el Convenio persigue los mismos objetivos generales que la AMA, sin estar directamente vinculado a ella.
El principal objetivo de la Convención es promover la armonización nacional e internacional de las medidas que deben adoptarse contra el dopaje. Además, el Convenio describe la misión del grupo de seguimiento creado para supervisar su aplicación y reexaminar periódicamente la lista de sustancias y métodos prohibidos que figura en un anexo del texto principal. El 1 de abril de 2004 entró en vigor un protocolo adicional al Convenio con el objetivo de garantizar el reconocimiento mutuo de los controles antidopaje y reforzar la aplicación del Convenio mediante un sistema de control vinculante.

## Convención Internacional contra el Dopaje en el Deporte de la UNESCO
Dado que muchos gobiernos no pueden estar obligados legalmente por un documento no gubernamental como el Código Mundial Antidopaje, se aplican estas directrices en la práctica ratificando individualmente la  Convención Internacional contra el Dopaje en el Deporte de la UNESCO, el primer tratado internacional global contra el dopaje en el deporte, que fue adoptado por unanimidad por 191 gobiernos en la Conferencia General de la UNESCO en octubre de 2005 y entró en vigor en febrero de 2007. En abril de 2020, 189 Estados habían ratificado la Convención, estableciendo un récord de la UNESCO en términos de rapidez.
La Convención de la UNESCO es un instrumento práctico y jurídicamente vinculante que permite a los gobiernos alinear la política nacional con el Código Mundial Antidopaje, armonizando así las normas que rigen el antidopaje en el deporte. Formaliza el compromiso de los gobiernos en la lucha contra el dopaje en el deporte, entre otras cosas facilitando los controles antidopaje y apoyando los programas nacionales de pruebas; fomentando el establecimiento de "mejores prácticas" en el etiquetado, la comercialización y la distribución de productos que puedan contener sustancias prohibidas; reteniendo el apoyo financiero a quienes practican o apoyan el dopaje; adoptando medidas contra la fabricación y el tráfico; fomentando el establecimiento de códigos de conducta para las profesiones relacionadas con el deporte y la lucha contra el dopaje; y financiando la educación y la investigación.

## Firmantes de la Convención

### Organizaciones nacionales
| País                                 | Comité olímpico                                                    | Agencia nacional antidopaje | Comité paralímpico                                                                     |
| ------------------------------------ | ------------------------------------------------------------------ | --- | -------------------------------------------------------------------------------------- |
| Afganistán                           | Comité Olímpico de Afganistán                                      | | Comité paralímpico afgano                                                              |
| Albania                              | Comité Olímpico Nacional de Albania                                | Ministerio de turismo, cultura, juventud y deportes | Comité nacional paralímpico                                                            |
| Argelia                              | Comité Olímpico Argelino                                           | Comisión Nacional Anti-Dopage (CNAD) | Federación argelina de deportes para personas con minusvalías                          |
| Alemania                             | Confederación Deportiva Olímpica Alemana                           | Agencia nacional antidopaje de Alemania | Comité nacional paralímpico                                                            |
| Andorra                              | Comité Olímpico Andorrano                                          | Comisión de Estado antidopaje de Andorra | Federación andorrana de deportes para personas con minusvalías                         |
| Angola                               | Comité Olímpico Angoleño                                           | | Comité paralímpico angolés                                                             |
| Antigua y Barbuda                    | Asociación Olímpica de Antigua y Barbuda                           | |                                                                                        |
| Arabia Saudita                       | Comité Olímpico de Arabia Saudita                                  | Comité antidopaje de Arabia Saudita | Federación saudita de deportes para personas con necesidades especiales                |
| Argentina                            | Comité Olímpico Argentino                                          | Secretariado de Deportes de la República Argentina | Comité paralímpico argentino                                                           |
| Armenia                              | Comité Olímpico Nacional de Armenia                                | Agencia antidopaje de Armenia (ARMNADO) | Comité nacional paralímpico de Armenia                                                 |
| Aruba                                | Comité Olímpico Arubano                                            | |                                                                                        |
| Australia                            | Comité Olímpico Australiano                                        | Autoridad antidopaje de Australia (ASADA) | Comité paralímpico australiano                                                         |
| Austria                              | Comité Olímpico Austríaco                                          | Agencia antidopaje austriaca (NADA) | Comité paralímpico austriaco                                                           |
| Azerbaiyán                           | Comité Olímpico Nacional de Azerbaiyán                             | Agencia nacional antidopaje de Azerbaiyán (ANADA) | Comité nacional paralímpico                                                            |
| Bahamas                              | Comité Olímpico de Bahamas                                         | Comisión nacional antidopaje de Bahamas |                                                                                        |
| Baréin                               | Comité olímpico de Baréin                                          | | Federación de Baréin de deportes para personas con minusvalías                         |
| Bangladés                            | Asociación olímpica de Bangladés                                   | | Asociación nacional de Juegos para personas con minusvalías                            |
| Barbados                             | Asociación Olímpica de Barbados                                    | Comisión antidopaje de Barbados | Asociación paralímpica de Barbados                                                     |
| Bélgica                              | Comité Olímpico e Interfederal Belga                               | Comisión communautaire commune de Bruxelles-Capitale ONAD de Flandres ONAD de la Communauté française de Belgique ONAD de la Communauté allemande de Belgique | Comité paralímpico belga                                                               |
| Belice                               | Asociación Olímpica y de los Juegos Commonwealth de Belice         | Organización nacional antidopaje de Belice |                                                                                        |
| Benín                                | Comité Nacional Olímpico y Deportivo Beninés                       | Organización antidopaje de Benín | Federación Handisport du Bénin – CNP                                                   |
| Bermudas                             | Asociación Olímpica de Bermudas                                    | Autoridad antidopaje de Bermudas | Asociación paralímpica de Bermudas                                                     |
| Bután                                | Comité Olímpico de Bután                                           | |                                                                                        |
| Bielorrusia                          | Comité Olímpico Nacional de la República de Bielorrusia            | Agencia nacional antidopaje de la República de Bielorrusia (NADA)                                                                                             | Comité paralímpico de la República de Bielorrusia                                      |
| Birmania                             | Comité olímpico birmano                                            | Organización nacional antidopaje de Birmania (MADO) | Federación de Birmania de deportes para personas discapacitadas                        |
| Bolivia                              | Comité Olímpico Boliviano                                          | |                                                                                        |
| Bosnia-Herzegovina                   | Comité Olímpico de Bosnia y Herzegovina                            | Agencia para el control antidopaje de Bosnia-Herzegovina | Comité paralímpico                                                                     |
| Botsuana                             | Comité Olímpico Nacional de Botsuana                               | | Asociación paralímpico de Botsuana                                                     |
| Brasil                               | Comité Olímpico Brasileño                                          | Autoridad antidopaje de Brasil (ABCD) | Comité paralímpico brasileño                                                           |
| Brunéi                               | Consejo Olímpico Nacional de Brunéi Darussalam                     | Comité antidopaje de Brunéi Darussalam |                                                                                        |
| Bulgaria                             | Comité Olímpico Búlgaro                                            | Centre antidopaje búlgaro | Asociación paralímpica de Bulgaria                                                     |
| Burkina Faso                         | Comité Olímpico de Burkina Faso                                    | Comité nacional de lucha contra el dopaje ONAD-CNLD | Comité nacional paralímpico                                                            |
| Burundi                              | Comité Olímpico Nacional de Burundi                                | ONAD du Burundi | Federación deportiva des personas discapacitadas de Burundi                            |
| Camboya                              | Comité Olímpico Nacional de Camboya                                | Agencia antidopaje de Camboya (CADA) | Comité nacional paralímpico                                                            |
| Camerún                              | Comité Nacional Olímpico y Deportivo de Camerún                    | Organización Camerounesa de Lucha contra el Dopaje en el Deporte (OCALUDS)                                                                                    | Comité paralímpico camerunés                                                           |
| Canadá                               | Comité Olímpico Canadiense                                         | Centro canadiense por le ética en el deporte | Comité paralímpico canadiense                                                          |
| Cabo Verde                           | Comité Olímpico Caboverdiano                                       | | Comité paralímpico Caboverdiano                                                        |
| Catar                                | Comité Olímpico de Catar                                           | Comité nacional antidopaje de Catar | Federación deportiva de personas con necesidades especiales                            |
| República Centroafricana             | Comité Nacional Olímpico y Deportivo Centroafricano                | | Federación centroaafricana Handisport                                                  |
| Chile                                | Comité Olímpico de Chile                                           | Comisión nacional de control del dopaje | Federación paralímpica de Chile                                                        |
| China                                | Comité Olímpico Chino                                              | Agencia antidopaje china (CHINADA) | Asociación deportiva de minusválidos de China                                          |
| Chipre                               | Comité Olímpico Chipriota                                          | Autoridad antidopage de Chypre | Comité nacional paralímpico de Chipre                                                  |
| Colombia                             | Comité Olímpico Colombiano                                         | COLDEPORTES | Comité paralímpico colombiano                                                          |
| Comoras                              | Comité Olímpico y Deportivo de las Islas Comoras                   | ONAD de las Comoras |                                                                                        |
| República del Congo                  | Comité Nacional Olímpico y Deportivo Congoleño                     | Comité nacional de lucha contra el dopaje | Federación congoleña de deportes para personas minusválidas                            |
| República Democrática del Congo      | Comité Olímpico Congoleño                                          | Comité nacional antidopaje congoleña |                                                                                        |
| Corea del Norte                      | Comité Olímpico de la República Popular Democrática de Corea       | Comité antidopage de la République populaire démocratique de Corée                                                                                            |                                                                                        |
| Corea del Sur                        | Comité Olímpico Coreano                                            | Agencia antidopaje de Corea | Asociación deportiva de minusválidos de Corea                                          |
| Costa Rica                           | Comité Olímpico Nacional de Costa Rica                             | Comisión nacional antidopaje de Costa Rica | Comité paralímpico costarricense                                                       |
| Côte d'Ivoire                        | Comité Olímpico Nacional de Costa de Marfil                        | Comité National de Lutte Antidopage (CNALD) | Federación ivoirienne Handisport                                                       |
| Croacia                              | Comité Olímpico Croata                                             | Instituto croata por la toxicología y el antidopaje | Federación croata de deportes para personas discapacitadas                             |
| Cuba                                 | Comité Olímpico Cubano                                             | Organismo nacional antidopaje de la República de Cuba |                                                                                        |
| Dinamarca                            | Federación Deportiva de Dinamarca                                  | Antidopaje Dinamarca |                                                                                        |
| Yibuti                               | Comité Olímpico Nacional Yibutiano                                 | |                                                                                        |
| República Dominicana                 | Comité Olímpico Dominicano                                         | Organización nacional antidopaje de la República Dominicana                                                                                                   | Organización dominicana de personas ciegas                                             |
| Dominica                             | Comité Olímpico de Dominica                                        | Organización nacional antidopaje de Dominica |                                                                                        |
| Egipto                               | Comité Olímpico Egipcio                                            | ONAD egipio | Comité paralímpico egipcio                                                             |
| Emiratos Árabes Unidos               | Comité Olímpico Nacional de los Emiratos Árabes Unidos             | Comité antidopaje de los Emiratos Árabes Unidos | Federación emiriana de deportes para personas con minusvalías                          |
| Ecuador                              | Comité Olímpico Ecuatoriano                                        | Organización nacional antidopage d’Equateur (ONADE) | Fundación ecuatoriana para la educación y la rehabilitación de personas discapacitadas |
| El Salvador                          | Comité olímpico de El Salvador                                     | Instituto nacional de deportes de El Salvador | Asociación salvadoreña de deportes para personas en silla de ruedas                    |
| Eritrea                              | Comité Olímpico Nacional Eritreo                                   | Organización nacional antidopaje de Eritrea |                                                                                        |
| España                               | Comité Olímpico Español                                            | Agencia española de protección de la salud en el deporte | Comité Paralímpico Español                                                             |
| Estonia                              | Comité Olímpico Estonio                                            | Agencia antidopaje de Estonia | Comité paralímpico estonien                                                            |
| Eswatini                             | Asociación olímpica y de los Juegos de la Commonwealth de Eswatini | |                                                                                        |
| Estados Unidos de América            | Comité Olímpico y Paralímpico Estadounidense                       | Agencia antidopaje de Estados Unidos (USADA) | Comité Olímpico y Paralímpico Estadounidense                                           |
| Etiopía                              | Comité Olímpico Etíope                                             | ONAD de Etiopía | Comité paralímpico etíope                                                              |
| Fiyi                                 | Asociación des sports et comité nacional olímpico de Fiyi          | Deporte sin dopaje Fiyi (DFSF) | Asociación deportiva de minusválidos de Fiyi                                           |
| Finlandia                            | Comité Olímpico Finlandés                                          | Centre finlandais pour l’intégrité du sport | Comité finlandés                                                                       |
| Francia                              | Comité Nacional Olímpico y Deportivo Francés                       | Agencia française de lutte contre le dopage (AFLD) | Federation française handisport                                                        |
| Gabón                                | Comité Olímpico Gabonés                                            | Comité National de Lutte et de Prévention du Dopage Gabonais                                                                                                  | Federation gabonaise Omnisports pour personnes handicapées                             |
| Gambia                               | Comité Olímpico Nacional de Gambia                                 | | Asociation gambienne des handicapés physiques                                          |
| Georgia                              | Comité Olímpico Nacional Georgiano                                 | Agencia antidopaje de Georgia | Comité paralímpico Georgiano                                                           |
| Ghana                                | Comité Olímpico de Ghana                                           | | Comité nacional paralímpico                                                            |
| Grecia                               | Comité Olímpico Helénico                                           | Consejo nacional helénico de control del dopaje | Comité paralímpico griego                                                              |
| Granada                              | Comité Olímpico de Granada                                         | Organización antidopaje de Granada |                                                                                        |
| Guam                                 | Comité nacional olímpico de Guam                                   | |                                                                                        |
| Guatemala                            | Comité Olímpico Guatemalteco                                       | Agencia nacional antidopaje de Guatemala | Comité paralímpico guatemalteco                                                        |
| Guinea                               | Comité Nacional Olímpico y Deportivo de Guinea                     | Comité nacional de lutte contre le dopage de Guinée | Federación guinéenne des sports pour personnes handicapées                             |
| Guinea Bissau}                       | Comité Olímpico de Guinea-Bisáu                                    | | Federación des sports des handicapés                                                   |
| Guinea Ecuatorial                    | Comité Olímpico de Guinea Ecuatorial                               | |                                                                                        |
| Guyana                               | Asociación Olímpica de Guyana                                      | |                                                                                        |
| Haití                                | Comité olímpico haitiano                                           | | Federación Haïtienne des Asociacións et Institutions de Personnes Handicapées          |
| Honduras                             | Comité Olímpico Hondureño                                          | | Comité paralímpico hondureño                                                           |
| Hong Kong                            | Federación Deportiva y Comité Olímpico de Hong Kong                | Comité antidopaje de Hong Kong | Comité paralímpico de Hong Kong y SAP                                                  |
| Hungría                              | Comité Olímpico Húngaro                                            | Agencia antidopaje de Hungría (HUNADO) | Comité paralímpico húngaro                                                             |
| Islas Caimán                         | Comité olímpico de Islas Caimán                                    | |                                                                                        |
| Islas Cook                           | Comité nacional olímpico et sportif de Islas Cook                  | Comité médico y antidopaje de Islas Cook |                                                                                        |
| Islas Feroe                          | -                                                                  | | Comité paralímpico Islas Feroe                                                         |
| Islas Vírgenes Británicas            | Comité Olímpico de las Islas Vírgenes Británicas                   | |                                                                                        |
| Islas Vírgenes de los Estados Unidos | Comité Olímpico de las Islas Vírgenes de los Estados Unidos        | |                                                                                        |
| India                                | Asociación olímpica india                                          | Agencia nacional antidopaje de India | Comité paralímpico                                                                     |
| Indonesia                            | Comité olímpico de Indonesia                                       | Lembaga Antidopage Indonésie | Organisme indonésien pour la promotion des sports pour personnes handicapées           |
| Irán                                 | Comité Olímpico Nacional de la República Islámica de Irán          | Organización nacional antidopaje de la República Islámica de Irán                                                                                             | Comité nacional paralímpico de la República Islámica de Irán                           |
| Irak                                 | Comité nacional olímpico de Irak                                   | | Comité nacional paralímpico de Irak                                                    |
| Irlanda                              | Federación Olímpica de Irlanda                                     | Sport Irlanda | Consejo paralímpico de Irlanda                                                         |
| Islandia                             | Federación de deportes y olímpismo de Islandia                     | | Asociación deportiva de personas discapacitadas de Islandia                            |
| Israel                               | Comité Olímpico de Israel                                          | Comité antidopaje del Comité nacional olímpico de Israël | Asociación deportiva de minusválidos de Israel                                         |
| Italia                               | Comité Olímpico Nacional Italiano                                  | Organización nacional antidopaje italiena | Comité paralímpico italiano                                                            |
| Jamaica                              | Asociación Olímpica de Jamaica                                     | Comisión antidopaje de Jamaica | Asociación de parapléjicos                                                             |
| Japón                                | Comité Olímpico Japonés                                            | Agencia antidopaje de Japón | Comité paralímpico japonés                                                             |
| Jordania                             | Comité olímpico jordano                                            | Organización antidopage de Jordanie | Federación jordanienne des sports pour personnes handicapées                           |
| Kazajistán                           | Comité nacional olímpico de la República de Kazajistán             | Centre nacional antidopage du Kazakhstan | Asociación pour la culture physique et les sports pour personnes handicapées           |
| Kenia                                | Comité Olímpico Nacional de Kenia                                  | Agencia antidopage du Kenya | Comité nacional paralímpico du Kenya                                                   |
| Kirguistán                           | Comité Olímpico Nacional de la República de Kirguistán             | | Federación sportive des personnes handicapées de Kirguistán                            |
| Kiribati                             | Comité nacional olímpico de Kiribati                               | |                                                                                        |
| Kosovo                               | Comité Olímpico de Kosovo                                          | |                                                                                        |
| Kuwait                               | Comité olímpico de Kuwait                                          | Comité antidopage du Koweït | Club de sports pour les handicapés du Koweït                                           |
| Laos                                 | Comité nacional olímpico de Laos                                   | | Comité paralímpico laotien                                                             |
| Letonia                              | Comité Olímpico Letón                                              | Comité antidopage du Ministère de la Santé de la République de Lettonie                                                                                       | Comité paralímpico letton                                                              |
| Lesoto                               | Comité nacional olímpico de Lesoto                                 | | Comité nacional paralímpico du Lesotho                                                 |
| Líbano                               | Comité olímpico libanés                                            | | Federación libanaise Handisport                                                        |
| Liberia                              | Comité nacional olímpico de Liberia                                | | Comité nacional paralímpico                                                            |
| Libia                                | Comité Olímpico Libio                                              | Comité nacional antidopage de l'État de Libye | Federación libyenne des sports pour personnes handicapées                              |
| Liechtenstein                        | Comité olímpico de Liechtenstein                                   | | Asociación des personnes handicapées du Liechtenstein                                  |
| Lituania                             | Comité nacional olímpico de Lituania                               | Agencia antidopage de Lituanie | Comité paralímpico lithuanien                                                          |
| Luxemburgo                           | Comité olímpico y deportivo luxembourgués                          | Agencia luxembourgeoise antidopage (ALAD) | Federación sportive des handicapés                                                     |
| Macao                                | Comité Olímpico y Deportivo de Macao                               | | Asociación récréative des handicapés de Macao                                          |
| Macedonia del Norte}                 | Comité Olímpico de Macedonia del Norte                             | Comisión Nationale Antidopage de Macédoine du Nord | Federación macédonienne des sports et loisirs pour handicapés                          |
| Madagascar                           | Comité Olímpico Malgache                                           | | Federación malgache Handisport                                                         |
| Malaui                               | Comité Olímpico de Malaui                                          | Organización antidopage du Malawi |                                                                                        |
| Malasia                              | Consejo olímpico de Malasia                                        | Agencia antidopage de Malaisie | Conseil paralímpico de la Malaisie                                                     |
| Maldivas                             | Comité olímpico de las Maldivas                                    | Agencia nacional antidopage des Maldives (MANADA) |                                                                                        |
| Mali                                 | Comité Nacional Olímpico y Deportivo de Malí                       | Comisión Nationale de Lutte contre le Dopage du Mali | Federación malienne des sports pour personnes handicapées                              |
| Malta                                | Comité Olímpico Maltés                                             | Conseil du Sport de Malte | Federación maltaise des associations sportives pour personnes handicapées              |
| Marruecos                            | Comité Olímpico Nacional Marroquí                                  | | Federación Royale Marocaine des Sports pour Personnes Handicapées                      |
| Marshall                             | Comité nacional olímpico de las Islas Marshall                     | | Federación Royale Marocaine des Sports pour Personnes Handicapées                      |
| Mauricio                             | Comité Olímpico de Mauricio                                        | Département antidopage du Ministère de la jeunesse et des sports de Maurice                                                                                   | Comité nacional paralímpico de l’île Maurice                                           |
| Mauritania                           | Comité Nacional Olímpico y Deportivo Mauritano                     | | Federación mauritanienne Handisport                                                    |
| México                               | Comité Olímpico Mexicano                                           | Comité National Antidopage du Mexique | Comité paralímpico mexicain                                                            |
| Micronesia                           | Comité nacional olímpico de loss Estados federados de Micronesia   | |                                                                                        |
| Moldavia                             | Comité Olímpico Nacional y Deportivo de la República de Moldavia   | Agencia nacional antidopage de la République de Moldovie | Comité paralímpico                                                                     |
| Mónaco                               | Comité Olímpico Monegasco                                          | Comité Monégasque Antidopage |                                                                                        |
| Mongolia                             | Comité Olímpico Nacional Mongol                                    | Organización nacional antidopage de Mongolie | Comité paralímpico mongol                                                              |
| Montenegro                           | Comité Olímpico Montenegrino                                       | Comisión antidopage du Monténégro |                                                                                        |
| Mozambique                           | Comité Olímpico Nacional de Mozambique                             | |                                                                                        |
| Namibia                              | Comité Olímpico Nacional de Namibia                                | | Federación namibienne des sports pour personnes handicapées                            |
| Nauru                                | Comité olímpico de Nauru                                           | |                                                                                        |
| Nepal                                | Comité olímpico de Nepal                                           | | Asociación nacional des parasports                                                     |
| Nicaragua                            | Comité Olímpico Nicaragüense                                       | Institutoo nicaraguayen des sports (IND) | Comité paralímpico nicaragüense                                                        |
| Níger                                | Comité Nacional Olímpico y Deportivo Nigerino                      | Organización nacional antidopage (ONAD) du Niger | Federación nigérienne des sports pour personnes handicapées                            |
| Nigeria                              | Comité Olímpico de Nigeria                                         | Comité nacional antidopage du Nigeria | Federación nigériane des sports spéciaux                                               |
| Noruega                              | Confederación Deportiva y Comité Olímpico y Paralímpico Noruego    | Antidopaje Noruega |                                                                                        |
| Nueva Zelanda                        | Comité olímpico de Nueva Zelanda                                   | Sport without Doping New Zealand | Comité nacional paralímpico de la Nouvelle-Zélande                                     |
| Omán                                 | Comité olímpico de Omán                                            | Comité antidopage d’Oman | Équipe nacional des sports pour personnes handicapées d’Oman                           |
| Uganda                               | Comité olímpico de l'Uganda                                        | | Comité nacional paralímpico                                                            |
| Uzbekistán                           | Comité nacional olímpico de Uzbekistán                             | Agencia nacional antidopage d’Ouzbékistan | Comité nacional paralímpico                                                            |
| Pakistán}                            | Asociación olímpica de Pakistán                                    | Organización antidopage du Pakistan (ADOP) | Comité nacional paralímpico                                                            |
| Palaos                               | Comité Olímpico Nacional de Palaos                                 | Organización antidopage de Palau |                                                                                        |
| Palestina                            | Comité Olímpico Palestino                                          | | Federación palestinienne des sports pour personnes handicapées                         |
| Panamá                               | Comité Olímpico de Panamá                                          | Institutoo panaméen des sports | Asociación nacional des sports pour les personnes aveugles                             |
| Papúa Nueva Guinea                   | Comité olímpico de Papúa Nueva Guinea                              | Organización antidopage des sports de Papouasie-Nouvelle-Guinée                                                                                               | Asociación sportive des handicapés de la Papouasie-Nouvelle-Guinée                     |
| Paraguay                             | Comité Olímpico Paraguayo                                          | Organización nacional antidopage du Paraguay |                                                                                        |
| Países Bajos                         | Comité Olímpico Neerlandés y Confederación Deportiva Neerlandesa   | Autoridad antidopage des Pays-Bas | Comité nacional paralímpico                                                            |
| Perú                                 | Comité Olímpico Peruano                                            | Comisión nacional antidopage du Pérou | Comité nacional paralímpico                                                            |
| Filipinas                            | Comité olímpico de Filipinas                                       | Comisión de deportes de Filipinas | Asociación sportive des handicapables                                                  |
| Polonia                              | Comité Olímpico Polaco                                             | Agencia polonaise antidopage | Comité paralímpico polaco                                                              |
| Portugal                             | Comité olímpico de Portugal                                        | Autoridad antidopage du Portugal (ADoP) | Federación portugaise des sports pour personnes handicapées                            |
| Puerto Rico                          | Comité Olímpico de Puerto Rico                                     | Comisión antidopage de Porto Rico | Comité paralímpico portoricain                                                         |
| República Checa                      | Comité olímpico checo                                              | | Asociación deportiva de personas minusválidas                                          |
| Rumanía                              | Comité Olímpico y Deportivo Rumano                                 | Agencia nacional antidopage de la Roumanie | Federación des sports pour personnes handicapées                                       |
| Reino Unido                          | Asociación Olímpica Británica                                      | Antidopaje Gran Bretaña | Asociación paralímpica de Gran Bretaña                                                 |
| Rusia                                | Comité olímpico russe                                              | Agencia nacional antidopage russe (RUSADA) | Comité paralímpico ruso                                                                |
| Ruanda                               | Comité Nacional Olímpico y Deportivo de Ruanda                     | | Federación rwandaise Handisport                                                        |
| San Cristóbal y Nieves               | Comité Olímpico de San Cristóbal y Nieves                          | |                                                                                        |
| Santa Lucía}                         | Comité Olímpico de Santa Lucía                                     | |                                                                                        |
| San Marino                           | Comité Olímpico Ruso                                               | Organización nacional antidopage de Saint-Marin |                                                                                        |
| San Vicente y las Granadinas         | Comité Olímpico de San Vicente y las Granadinas                    | |                                                                                        |
| Islas Salomón                        | Comité nacional olímpico de las Islas Salomón                      | |                                                                                        |
| Samoa                                | Asociación de deportes y comité nacional olímpico de Samoa         | Agencia antidopaje de Samoa | Comité paralímpico                                                                     |
| Samoa americana                      | Comité nacional olímpico de Samoa americana                        | |                                                                                        |
| Santo Tomé y Príncipe                | Comité Olímpico de Santo Tomé y Príncipe                           | |                                                                                        |
| Senegal                              | Comité Nacional Olímpico y Deportivo Senegalés                     | Organización nacional antidopage du Sénégal | Comité nacional provisoire Handisport                                                  |
| Serbia                               | Comité Olímpico de Serbia                                          | Agencia antidopaje de Serbia (ADAS) | Comité paralímpico serbio                                                              |
| Seychelles                           | Asociación Olímpica y de los Juegos Commonwealth de Seychelles     | Comisión antidopage des Seychelles |                                                                                        |
| Sierra Leona                         | Comité Olímpico Nacional de Sierra Leona                           | | Asociación sportive des handicapés                                                     |
| Singapur                             | Consejo Olímpico Nacional de Singapur                              | Antidopage Singapour | Conseil des sports pour personnes handicapées de Singapour                             |
| Eslovaquia                           | Comité olímpico slovaco                                            | Agencia antidopaje de Eslovaquia (SADA) | Comité paralímpico eslovaco                                                            |
| Eslovenia                            | Comité olímpico esloveno                                           | Organización antidopaje de Eslovenia (SLOADO) | Federación deportiva de personas discapacitadas                                        |
| Somalia                              | Comité Olímpico Nacional Somalí                                    | |                                                                                        |
| Sudán                                | Comité Olímpico Sudanés                                            | Agencia antidopage du Soudan | Comité nacional paralímpico                                                            |
| Sudán del Sur                        | Comité Olímpico Nacional de Sudán del Sur                          | |                                                                                        |
| Sri Lanka                            | Comité Olímpico Nacional de Sri Lanka                              | Agencia antidopaje de Sri Lanka (SLADA) | Federación nacional de deportes para personas discapacitadas                           |
| Suecia                               | Comité Olímpico de Suecia                                          | Confédération des sports de Suède | Organización suédoise des sports para personas discapacitadas                          |
| Suiza                                | Swiss Olympic                                                      | Antidoping Suisse | Comité paralímpico suizo                                                               |
| Surinam                              | Comité Olímpico de Surinam                                         | Autoridad antidopaje du Surinam (SADA) | Comité paralímpico surinamés                                                           |
| Siria                                | Comité Olímpico Sirio                                              | | Federación arabe syrienne pour les sports spéciaux                                     |
| Sudáfrica                            | Confederación Deportiva y Comité Olímpico Sudafricano              | Instituto sudafricano por un deporte sin dopaje | Confederación de los deportes y Comité olímpico sudafricano                            |
| Tayikistán                           | Comité Olímpico Nacional de la República de Tayikistán             | | Federación sportive des personas discapacitadas                                        |
| Taipéi                               | Comité olímpico de Taipéi                                          | Comisión antidopage, Comité nacional olímpico de Taipéi | Comité paralímpico                                                                     |
| Tanzania                             | Comité Olímpico de Tanzania                                        | | Comité paralímpico                                                                     |
| Chad                                 | Comité Olímpico y Deportivo Chadiano                               | Comisión nacional de lutte contre le dopage dans le sport du Tchad (CNLDS)                                                                                    |                                                                                        |
| Tailandia                            | Comité Olímpico de Tailandia                                       | Agencia de contrôle du dopage de la Thaïlande (DCAT) | Comité paralímpico taïlandés                                                           |
| Timor oriental                       | Comité Olímpico Nacional de Timor Oriental                         | | Comité nacional paralímpico                                                            |
| Togo                                 | Comité Olímpico Nacional Togolés                                   | | Federación Togolesa de Deportes para personas discapacitadas                           |
| Tonga                                | Asociación Deportiva y Comité Olímpico Nacional de Tonga           | | Comité nacional paralímpico                                                            |
| Trinidad y Tobago                    | Comité Olímpico de Trinidad y Tobago                               | |                                                                                        |
| Túnez                                | Comité Olímpico Nacional Tunecino                                  | Agencia nacional antidopage de la Tunisie (ANAD) | Federación de Sports pour Handicapés                                                   |
| Turkmenistán                         | Comité Olímpico Nacional de Turkmenistán                           | Agencia nacional antidopage du Turkménistan | Comité nacional paralímpico                                                            |
| Turquía                              | Comité Olímpico Nacional Turco                                     | Comisión antidopaje turca | Comité nacional paralímpico                                                            |
| Tuvalu                               | Asociación des sports et comité nacional olímpico des Tuvalu       | |                                                                                        |
| Ucrania                              | Comité Olímpico Nacional de Ucrania                                | Organización nacional antidopaje de Ucrania | Comité nacional des sports para personas discapacitadas de Ucrania                     |
| Uruguay                              | Comité Olímpico Uruguayo                                           | Organización nacional antidopage de l’Uruguay | Comité paralímpico                                                                     |
| Vanuatu                              | Asociación de deportes y comité nacional olímpico du Vanuatu       | Deporte sin dopaje Vanuatu | VandiSports                                                                            |
| Venezuela                            | Comité Olímpico Venezolano                                         | Comisión antidopaje de Venezuela | Federación venezolana de deportes para personas en silla de ruedas                     |
| Vietnam                              | Comité olímpico de Vietnam                                         | Agencia antidopage et de médecine sportive du Vietnam | Asociación deportiva de personas discapacitadas de Vietnam                             |
| Yemen                                | Comité Olímpico de Yemen                                           | |                                                                                        |
| Zambia                               | Comité Olímpico Nacional de Zambia                                 | | Comité nacional paralímpico                                                            |
| Zimbabue                             | Comité Olímpico de Zimbabue                                        | | Comité paralímpico                                                                     |

Han firmado también el Convenio  las asociaciones de los Juegos de la Commonwealth, teniendo en cuenta que hay 54 comités olímpicos que hacen también la función de asociación de la Commonwealth.
Han firmado el convenio federaciones deportivas de los deportes olímpicos y también de deportes no olímpicos, asociaciones regionales de asociaciones nacionales de deportes, y organizaciones de multideportes.